# Insulele Prundu cu păsări
Insulele Prundu cu păsări sunt două insule apropiate situate în partea de sud-vest a lacului Sinoe, aproape de mal. Cu o suprafață aproximaivă de 1,4 ha și o lungime de 5.468m, insulele au forma unor atoluri. Ca încadrare teritorial-administrativă aparțin de comuna Mihai Viteazu, județul Constanța.

## Rezervația
În jurul insulelor s-a constituit din anul 2010 o rezervație științifică constând din luciul de apă al lacului Sinoe, până la o distanță de aproximativ 1 km de centrul ariei. Suprafața totală a rezervației este de 187 ha, incluzând luciul de apă. Rezervația științifică adăpostește o colonie mixtă de păsări dintre care mai importante sunt lopătarul (Platalea leucorodia) și pelicanul creț (Pelecanus crispus), o specie aflată în pericol de extincție la nivel mondial. Insulele sunt un loc important de popas și pentru pelicanul comun (Pelecanus onocrotalus), dar și pentru alte specii, în special păsări acvatice. Accesul persoanelor neautorizate este interzis pe insulă și în zona rezervației.

## Legături externe
- Salvați Pelecanus crispus în Delta Dunării